# Севильский Алькасар
Севи́льский Алька́сар (исп. Reales Alcázares de Sevilla) — королевский алькасар в городе Севилья (Андалусия, Испания). Изначально являлся фортом мавров, несколько раз расширялся.

## История
Первый дворец был построен династией Альмохадов. Большая часть современного комплекса была построена на развалинах арабской крепости королём Кастилии Педро I, начало строительства относят к 1364 году. Дворец является одним из лучших сохранившихся примеров мудехарской архитектуры. Добавленные позже (в период правления Карла V) готические элементы контрастируют с доминантным исламским стилем.
В течение почти 700 лет это был дворец испанских королей. Верхние покои Алькасара и сейчас используются королевской семьёй в качестве официальной резиденции в Севилье.
По размерам севильский Алькасар уступает ансамблю Альгамбра в Гранаде. Затейливые полы, потолки и стены представляют собой искусные произведения, достигающие наибольших высот изящества и роскоши в комнате Карла V и в Посольском зале (Salón de Embajadores). Девичье патио (Patio de las Doncellas) известно своими фризами, изразцами и лепниной. Общее ощущение элегантного летнего убежища дополняют красиво постриженные сады с благоухающими розами и апельсиновыми деревьями вдоль аллей.

## В кино
- Игра престолов (телесериал) (В Алькасаре снимались дворцовые сцены Дорна).[4]

## Галерея
- Свод Посольского зала